# タカーチ弦楽四重奏団
タカーチ弦楽四重奏団（Takács Quartet）は、1975年にハンガリーでリスト音楽院の4人の学生によって結成された弦楽四重奏団。1977年にフランスのエヴィアンで開かれた国際弦楽四重奏コンクールで一等賞および批評家賞を受賞したことで最初に注目を集めた。現在はアメリカ合衆国のコロラド州ボルダーを拠点とする。

## 現在のメンバー
- Edward Dusinberre（第1ヴァイオリン）
- ハルミ・ローズ （第2ヴァイオリン）
- Richard O’Neill（ヴィオラ）
- András Fejér（チェロ）

## 過去のメンバー
- Gábor Takács-Nagy（第1ヴァイオリン）
- Károly Schranz（第2ヴァイオリン）
- Gábor Ormai（ヴィオラ）
- Roger Tapping（ヴィオラ）
- Geraldine Walther（ヴィオラ）